# رایان گوی
رایان گوی (انگلیسی: Ryan Guy؛ زادهٔ ۵ سپتامبر ۱۹۸۵) یک بازیکن فوتبال اهل ایالات متحده آمریکا است.